# Prix Pessoa
Le prix Pessoa est un prix portugais créé en 1987 par l'hebdomadaire Expresso et soutenu financièrement par la Caixa Geral de Depósitos. De 1987 à 2007, le partenaire d'Expresso était Unisys.
Il est décerné chaque année à une ou plusieurs personnes, de nationalité portugaise, qui se sont distinguées au cours de la période par leur activité scientifique, artistique ou littéraire. Il ne peut pas être décerné à titre posthume.

## Nom du prix
Le nom du prix Pessoa fait référence au poète portugais Fernando Pessoa, mais joue aussi sur l'ambigüité du mot pessoa, qui signifie « personne ».

## Lauréats
- 1987: José Mattoso, historien;
- 1988: António Ramos Rosa, poète;
- 1989: Maria João Pires, pianiste;
- 1990: Menez, artiste peintre;
- 1991: Cláudio Torres, archéologue;
- 1992: António Damásio et Hanna Damásio, neuroscientifiques;
- 1993: Fernando Gil, philosophe et poète;
- 1994: Herberto Hélder, poète[4];
- 1995: Vasco Graça Moura, essayiste, traducteur et écrivain;
- 1996: João Lobo Antunes, neurochirurgien;
- 1997: José Cardoso Pires, écrivain;
- 1998: Eduardo Souto de Moura, architecte;
- 1999: Manuel Alegre, poète, et José Manuel Rodrigues, photographe;
- 2000: Emmanuel Nunes, compositeur;
- 2001: João Bénard da Costa, historien du cinéma;
- 2002: Manuel Sobrinho Simões, chercheur en médecine;
- 2003: José Gomes Canotilho, constitutionnaliste;
- 2004: Mário Cláudio, écrivain;
- 2005: Luís Miguel Cintra, acteur et metteur en scène;
- 2006: António Câmara, professeur et chercheur en nouvelles technologies et société de l'information;
- 2007: Irene Flunser Pimentel, historienne;
- 2008: João Luís Carrilho da Graça, architecte;
- 2009: Manuel do Nascimento Clemente, évêque et historien;
- 2010: Maria do Carmo Fonseca, scientifique;
- 2011: Eduardo Lourenço, essayiste;
- 2012: Richard Zenith, écrivain et traducteur;
- 2013: Maria Manuel Mota, chercheur;
- 2014: Henrique Leitão, professeur et chercheur en histoire des sciences[5]
- 2015: Rui Chafes, sculpteur;
- 2016: Frederico Lourenço, écrivain et traducteur[6];
- 2017: Manuel Aires Mateus, architecte;
- 2018: Miguel Bastos Araújo, géographe;
- 2019: Tiago Rodrigues, dramaturge;
- 2020: Elvira Fortunato, prof. universitaire, scient. de microélectronique et opto-électronique[7]